# Religione protoindoeuropea
La religione protoindoeuropea è l'ipotetica religione praticata dai protoindoeuropei quando erano stanziati nella loro patria originaria e prima delle loro migrazioni e frammentazione nei vari popoli indoeuropei.
Questa religione, come ogni parte della società protoindoeuropea, è stata ricostruita basandosi su evidenze linguistiche attraverso il metodo comparativo.

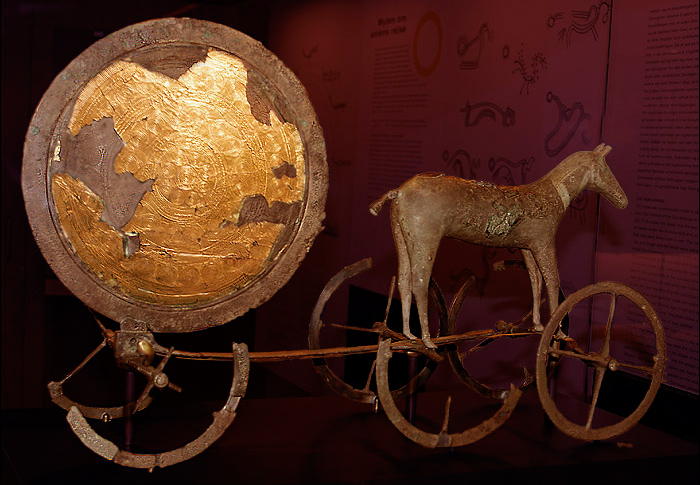
Carro solare di Trundholm.

## Visione del mondo e divinità degli indoeuropei
La comparazione linguistica ha permesso di ricostruire i nomi probabili delle divinità che gli Indoeuropei veneravano. Talora, però, la continuazione di tali ipotetici nomi, nonché delle figure divine ad essi corrispondenti, appare controversa, a causa delle evoluzioni contraddittorie che queste figure divine hanno, nelle varie mitologie storicamente note. Nell'insieme la visione del mondo, la cosmogonia e la religione indoeuropee dovevano verosimilmente condividere i tratti tipici delle religioni e delle cosmogonie di molte società arcaiche: fra questi tratti, la venerazione di divinità collegate col cielo e con gli astri, con miti che adombravano le elementari conoscenze necessarie all'orientamento dei pastori nomadi e alla scansione stagionale dei tempi dell'agricoltura arcaica. Inoltre, dato il carattere patriarcale e guerriero della società indoeuropea, nella religiosità indoeuropea prevalgono largamente le attestazioni di dèi padri. A ciò si aggiunga che gli indoeuropei, già in piena fase unitaria, sono caratterizzati da una struttura sociale tripartita, e da una corrispondente ideologia delle tre funzioni sociali portanti: sacerdotale, guerriera, produttiva. Oggi non si crede più, come all'epoca del suo scopritore Georges Dumézil, che tale trifunzionalismo sia solo e soltanto indoeuropeo; né si pensa che fosse presente sin dalle più remote fasi originarie. Esso tuttavia agisce fortemente nella fase unitaria matura. La tripartizione delle funzioni si è pertanto riflessa nelle funzioni delle divinità. Quanto alle dee, poche divinità femminili sono sicuramente ascrivibili alla fase unitaria della cultura indoeuropea, per una serie di ragioni:
- La più ovvia, naturalmente (vi abbiamo già accennato varie volte), è la natura patriarcale e virilocale della famiglia fra gli indoeuropei; le dee, in molte religioni di popoli di origine indoeuropea, sono semplicemente le spose degli dèi padri, senza altre caratterizzazioni; come in terra, nella famiglia, il *pətēr e *potis, il paterfamilias e signore o sposo, ha la sua *potnī, così in cielo ogni *deiwos ha la sua *deiwnī;
- inoltre, spesso, i popoli indoeuropei tendono ad associare una divinità femminile a un luogo (fonte, foresta); con il mutare dei luoghi, i piccoli gruppi di indoeuropei che si installavano altrove, come opportunistica élite militare e/o commerciale, dimenticavano le dee connesse ai luoghi abbandonati;
- infine, le dee hanno un'identità comune meno ricostruibile, perché gli indoeuropei hanno teso a incorporare nella loro religiosità le forti divinità femminili presenti in molte popolazioni pre-indoeuropee, la cui religiosità era invece caratterizzata, secondo gli studi di Maria Gimbutas, dal cosiddetto linguaggio della dea, cioè dal prevalere delle dee madri.

## Divinità e visioni cosmogoniche presso gli indoeuropei
Poste le premesse generiche del discorso, è possibile analizzare più in dettaglio le ipotesi sui valori comuni e sulla religione degli Indoeuropei.
La ricostruzione linguistica e il confronto fra tradizioni fortemente analoghe nelle varie culture di lingua indoeuropea permettono di fornire, a grandi linee, un quadro attendibile delle figure divine, del loro pantheon comune originario. Si tenga conto, tuttavia, che nella complessa storia della diffusione degli Indoeuropei, i nomi e i ruoli delle divinità corrispondono per alcuni tratti e per altri meno, avendo subito le religioni delle varie tribù un'evoluzione intricata sin dal tempo in cui convivevano nella regione del bassopiano sarmatico che va dalle pendici del Caucaso al confine moldavo. Molto gioca, nell'evoluzione dei culti, il trifunzionalismo dei sacerdoti, dei guerrieri e dei produttori, che in genere si applica a tutte le popolazioni arcaiche avviate verso un primo grado di specializzazione e gerarchizzazione sociale.

### Dyeus Pətēr
La prima divinità che si incontra, a livello di ricostruzione linguistica, nell'ipotetico studio in dettaglio del pantheon indoeuropeo, è *Dyeus Pətēr, (trad. "Padre Cielo").
Esso corrisponde, sul piano strettamente linguistico, al latino Giove (Iuppiter da *Iou-i-s-pater), al greco Zeus, al germanico Tiwaz, al vedico Dyauh pitā. Tuttavia, le corrispondenze linguistiche, come si è detto, ricalcano le corrispondenze funzionali in modo molto approssimativo. Intanto, si tenga presente che non in tutte le religioni dei popoli che abbiamo appena elencati, la divinità *Dyeus Pətēr assume il ruolo di dio delle tempeste. Nel pantheon vedico, ad esempio, Dyauh pitā ha un ruolo limitato, mentre più forte è il ruolo di un'altra divinità Varuṇa il cielo, che si fa spesso corrispondere, sia pur in modo controverso, con il greco Ouranòs, a partire da un i. e. *Werunos o *Wrnos. Appare anche possibile, data la struttura linguistica, che *Weru-nos sia in realtà un epiteto ricorrente, riferito allo stesso *Dyeus Pətēr: significherebbe "l'ampio", "il vasto".
Sempre nel mondo indo-ario, il dio associato al fulmine e dotato di marcate caratteristiche guerriere è Indra. Lo studioso di religioni arcaiche Jean Haudry ha notato che *Dyeus Pətēr, in quanto "padre del cielo luminoso" non poteva essere di per sé associato al tuono e al fulmine, tipici del cielo oscurato dalle nubi. Questa divinità era, per Georges Dumézil, associata all'idea di una suprema funzione sacerdotale.
Strettamente connesso al ruolo di *Dyeus Pətēr come supremo garante dell'ordine umano e divino, è il concetto di *(H2) artus (rad. i. e. *ar: essere collegato, connesso, adatto, adeguato, opportuno, armonico; è la radice del greco armonia, della parola aretē che significa "virtù" e del latino artus, giuntura, articolazione, arto; la stessa radice si trova anche nel vedico rta). L'*artus è una legge di reciprocità che si riconosce propria di molte culture indoeuropee arcaiche ed è relativa tanto al mondo dei rapporti interumani, quanto al sistema di rapporti fra divinità e uomo, fra dio e dio, fra ogni elemento della realtà e ogni altro. Si pensi al già citato concetto greco di armonia (l'idea di armonia aphanēs, armonia latente come connessione inscindibile degli opposti in Eraclito, discende alla lontana da questo retroterra linguistico).
Strettamente connessa alla relazione di reciprocità definita dall'*artus è la valenza della parola *ghostis, "ospite" (cfr. inglese guest, latino hostis e hospes da un arcaico *hosti-petis). Appare assai probabile che già presso gli Indoeuropei la relazione di ospitalità fosse fondamentale, una sorta di primitiva diplomazia con definiti obblighi di reciproca accoglienza, come accade, ad esempio, presso i Greci. A *Dyeus Pətēr viene spesso dato l'appellativo di *artous *potis, espressione ricostruita che significa "signore della reciprocità". Come tale, questa divinità sembra porsi come garante di tre ambiti strettamente connessi:
- l'ordine cosmico, e in particolare i ruoli definiti delle divinità l'una rispetto all'altra;
- la validità del sacrificio, come rapporto di reciprocità fra il sacrificante, che ottempera ai suoi obblighi verso il dio, e il dio stesso, all'interno di una visione contrattualistica della religione;
- le relazioni di ospitalità, in quanto primitive forme di diplomazia fra tribù semi-nomadi.

A tal proposito, si ricordi come lo Zeus dei Greci fosse, fra l'altro, il dio dei supplici e degli ospiti. Di Zeus stesso il poeta Esiodo, nella Teogonia dice, che "ben divise gli onori e definì i saggi costumi degli immortali" (Esiodo, v.74), due funzioni strettamente connesse con il probabile ruolo di *artous *potis proprio di *Dyeus. Nel mondo indo-ario, funzioni analoghe sono riprese da Varuṇa. Si ricordi ad esempio il ruolo che Varuna ha nell'episodio di re Harishcandra nell'Aitareya Brāhmaṇa. In tale episodio il re desidera un figlio e si rivolge a Varuna, in quanto dio celeste garante di continuità e fecondità, ma anche garante dell'effetto del sacrificio agli dèi.
Come accennato, i ruoli di *Dyeus si spiegano essenzialmente nell'ambito di quella che è un'arcaica società di pastori semi-nomadi e di mercanti, nella quale le relazioni di ospitalità erano fondamentali. In un simile contesto di arcaiche relazioni fra tribù diverse, in una realtà che verosimilmente era assai policentrica e dispersa, la sacralizzazione delle relazioni di reciprocità nel commercio e nell'accoglienza, secondo l'ottica di una primitiva etica del viandante (nel mondo greco confluita nella Xenia), era assolutamente naturale e spontanea.
In quanto associato a una ierofania celeste, *Dyeus è spesso chiamato anche *weuru-okw-, "ampio occhio", con allusione ad attributi di onniscienza, tipici degli dèi padri uranici (cfr il greco euryopa, e l'avestico vouru-casani).

### Dea madre
Non si riconoscono univoche ricostruzioni di dee spose di *Dyeus. Tuttavia è verosimile che al supremo dio del cielo chiaro fosse associata come sposa una dea madre, una *Dheghōm *mātēr, "Madre Terra". Ad esempio, lo Zeus greco è associato ad una serie di spose che altro non sono che diverse personificazioni della Dea Madre terra (è il caso di Dione, di Latona, di Maia e di Era); Urano, il cielo, è figlio e marito di Gea, la terra; nel mondo vedico Dyaus Pita ha come sposa Prithvi Mata, la madre terra.
Un'ipotesi più circostanziata, tuttavia, è possibile. Come è noto agli studiosi, le dee spose indoeuropee prendono semplicemente il femminile del dio a cui sono associate. Appare dunque possibile che il vero nome della sposa di *Dyeus si celi sotto quello della dea madre greca Dione, di cui sarebbe figlia Afrodite secondo la tradizione attestata da Omero nel V libro dell'Iliade. La sposa di *Dyeus il chiaro, sarebbe dunque semplicemente *Diwnī. Si consideri che anche il nome di Era, la più famosa delle spose di Zeus, è spesso collegato con una radice che significa "aria", "cielo".

### Perkwunos
Accanto a *Dyeus, dio celeste che assomma in sé funzioni di garante sacerdotale, ed è associato al cielo chiaro, è presente, fra gli indoeuropei, un'altra divinità, associata invece al cielo tempestoso, un dio celeste più in basso di *Dyeus stesso, e perciò più di lui attivo e presente nell'esistenza umana. Questa divinità è più complessa da ricostruire, quanto ad appellativi e ruoli. Si tratta di un dio celeste della guerra, associato al fulmine e alle tempeste. In molte culture (ad esempio in quella greco-romana) il suo ruolo è in gran parte assorbito dall'antico *Dyeus, il cui nome subisce uno slittamento semantico, mentre la semplice funzione guerresca è associata ad altre divinità (Ares, Marte). Nel mondo indo-ario l'opposizione fra Dyauh pitā e Indra si risolve tutta a favore di quest'ultimo. Qualcosa di non dissimile accade nel mondo germanico, dove il dio del furor guerriero e sciamanico, Uotan, si accompagna a un Tiwaz-Tiw-Zius, accanto a cui si pone la figura del violento Thor. Il problema del dio della guerra indoeuropeo è estremamente complesso, poiché è fra l'altro legato a uno dei miti che si possono attribuire all'immaginario comune degli indoeuropei, la lotta del dio padre celeste contro il serpente (o drago), un archetipo che rimanda a uno sfondo di leggende remotissimo, che gli indoeuropei ereditano da un più antico bagaglio spirituale e mitologico. La complessità di questa figura divina fa comprendere come essa, rispetto a *Dyeus, assuma sin da epoche remote un ruolo più forte nel culto.
Un appellativo molto diffuso del dio delle tempeste e della guerra è *Perkwunos. Fra gli Illiri e poi tra gli Albanesi è attestato come Perëndi, fra i Traci come Perkos, in India è chiamato Parjanya, una delle personificazioni di Indra, fra i Celti è noto come Perkun, presso i popoli nordici è Fyörgynn, presso gli slavi Perun, presso i popoli baltici Perkunas. Grammaticalmente, il nome *Perkwunos non è un sostantivo: è un aggettivo di provenienza e pertinenza, con il caratteristico suffisso (in origine genitivale) *-no-. Tale aggettivo è collegato alla parola *perkwus, "quercia", dunque, egli è il signore della quercia. La parola *perkwus è poi connessa alla radice perk, colpire. Ora, è noto che a tutti gli dèi del tuono indoeuropei è associata la quercia; un esempio per tutti: lo Zeus greco aveva a Dodona in Epiro un santuario dove le querce erano i suoi alberi totem, le cui foglie erano dotate di virtù profetica. Dunque, un elemento caratteristico del dio delle tempeste e della guerra era il fatto di essere associato alla quercia, albero che poi era considerato fonte di presagio, poiché colpito (*perk-) dal fulmine. Ad esempio, presso i latini la quercia toccata dal cielo era considerata presagio, spesso di sventura:
(Virgilio, Bucoliche I 16-17)
La quercia, associata al dio celeste che scaglia il fulmine, è dunque, presso gli indoeuropei dotata di valore profetico. Essa, inoltre, simboleggia l'asse del mondo, l'albero mitico che regge il cielo sui suoi rami e affonda le sue radici nella terra. Il suo signore è il dio celeste del fulmine. Una situazione simile è tipica ad esempio del mondo nordico. Presso i Vichinghi è diffuso il mito che tutto si regga sull'albero del mondo, Yggdrasil, parola che significa "albero di Ygg", ed Ygg, in norreno, è un frequente epiteto di Odino.
Un altro nome del dio guerriero celeste, ed altra sua personificazione, associata al tuono, è Thor, dal proto-germanico *Tunraz, che presso i celti è Taranis, e presso gli ittiti è Tahrunt-. La parola indoeuropea alla base di questo appellativo è *T(e) nhr-os. Anche *Tnhros, *Tenhros, *Tnhront- non è un sostantivo, ma un aggettivo: il suo significato è "armato di tuono", "tonante".
Anche il nome germanico Wodan, da *Wōdanaz, è un aggettivo: esso deriva dall'indoeuropeo *Wotenos, il furioso. Si tratta della personificazione del dio guerriero del tuono e del fulmine, in quanto è portatore di furia distruttrice.
Lo stesso vale per il greco Ares, sempre collegato alle divinità celesti della guerra. La parola Ares è verosimilmente venuta dalla radice *ar, da cui si formano *artus, connessione, reciprocità, ma anche *aryos, adatto, valoroso (l'aggettivo da cui si pensava un tempo si potesse dedurre il nome degli indoeuropei: *Aryōs -tale ipotesi oggi è stata smentita dai fatti, poiché le presunte corrispondenze fra il vedico Arya, "l'illuminato", e il mondo celtico, su cui si fondava, si sono rivelate linguisticamente inesistenti e prive di fondamento). Dunque *Ares- è il dio guerriero del fulmine in quanto valoroso.
In India, il nome di questo dio è Indra. Il nome Indra sembra tuttavia frutto di antonomasia: esso è collegato all'indoeuropeo *(h) nēr (vedico nar, greco anēr andròs), che significa "uomo", ma anche "guerriero", "eroe". Tuttavia è proprio il contesto iconografico della figura di Indra a fornire indizi sul nome indoeuropeo del dio celeste della guerra. Indra è infatti accompagnato da alcuni demoni dell'ira, che si chiamano Marut. Il nome Marut è collegato con il latino Mauors, Mamers, Mars, "Marte". Probabilmente è il vero e proprio nome del dio indoeuropeo della guerra, che va ricostruito come *Maworts, genitivo (con tema debole) *Mawrtòs. Questo appellativo non è un aggettivo, ha piuttosto l'aspetto di un nome non derivato. Inoltre, i nomi Mavors (mondo latino arcaico) e Marut (mitologia indù) sono attestati in aree estreme dell'Indoeuropa, in contesti affini ma in parte di secondo piano. Ciò vuol dire che sono estremamente arcaici.
Il quadro complessivo che ne risulta è il seguente. Accanto al dio sacerdotale del cielo chiaro, *Dyeus, gli indoeuropei conoscevano un dio guerriero celeste del tuono e del fulmine, *Maworts. Questi, come tutte le tradizioni mitologiche dei popoli indoeuropei sembrano indicare, era figlio di *Dyeus. Mentre *Dyeus sembra collegato a una visione più trascendente, e a una dimensione uranica superiore, *Maworts invece è collegato al cielo basso e alle sue manifestazioni violente. Il suo totem è la quercia, che, colpita dal fulmine, si fa portatrice di presagi; sempre la quercia è il simbolo dell'asse del mondo, di cui *Maworts è il signore. Perciò questo dio è detto *Perkwunos, il signore delle querce. Il fulmine e il tuono sono le sue armi. Perciò è detto anche *Tenhros, "Tonante". Inoltre, in contesti mitologici ricorrenti, l'eroe (*hner-) doveva essere considerato l'incarnazione stessa di *Maworts, detto perciò *Aryos, il valoroso (greco Ares) e l'eroe (Indra).

### Altri dèi e miti
- Un mito indoeuropeo: *Perkwunos-*Maworts contro il Serpente (*Oghwis)
- Animali totem del dio guerriero delle tempeste: il lupo, il gallo, l'aquila e il toro
- Il dio della *dhetis: (H) aryomen
- Il dio delle acque: *Neptonos, *Akwōm *Nepōt
- Il dio del fuoco: *Wlkanos
- La dea dell'alba: Hausōs
- I gemelli divini: Diwòs Sunū
- Divinità Solari: *Sawel(yos), e la Figlia del Sole, *Sawelnī
- Divinità lunari: *Mēn e *Louksnā